# Titularbistum Betagbarar
Betagbarar ist ein Titularbistum der römisch-katholischen Kirche.
Die in Nordafrika gelegene Stadt war ein alter römischer Bischofssitz, der im 7. Jahrhundert mit der islamischen Expansion unterging. Er lag in der römischen Provinz Numidien.
| Titularbischöfe von Betagbarar |                      |                                                                |                 |                   |
| Nr.                            | Name                 | Amt                                                            | von             | bis               |
| 1                              | Jacques Grent MSC    | emeritierter Bischof von Amboina (Indonesien)                  | 15. Januar 1965 | 15. November 1976 |
| 2                              | David Every Konstant | Weihbischof in Westminster (Großbritannien)                    | 28. März 1977   | 12. Juli 1985     |
| 3                              | Martin Gächter       | Weihbischof in Basel (Schweiz) emeritiert am 22. Dezember 2014 | 3. Februar 1987 |                   |